# Lavanify
Lavanify é um gênero de mamífero do Cretáceo Superior (provavelmente Maastrichtiano, cerca de 71 a 66 milhões de anos atrás) de Madagascar. A única espécie, L.avanify miolaka, é conhecida a partir de dois dentes isolados, um dos quais está danificado. Os dentes foram coletados em 1995-1996 e descritos em 1997. O animal é classificado como um membro de Gondwanatheria, um grupo extinto enigmático com relações filogenéticas incertas, e dentro de Gondwanatheria como um membro da família Sudamericidae [en]. Lavanify está mais intimamente relacionado com o indiano Bharattherium [en]; os sul-americanos Sudamerica [en] e Gondwanatherium [en]. Os gondwanatérios provavelmente se alimentavam de material vegetal duro.
Lavanify tinha dentes de coroa alta e curvos. Um dos dois dentes tem 11,2 mm de altura e mostra um sulco profundo e, centralizado lateralmente na coroa, uma área em forma de V que consiste em dentina. O outro dente, danificado, tem 9,8 mm de altura e possui pelo menos uma cavidade profunda (infundíbulo). As características compartilhadas pelos dentes de Lavanify e Bharattherium incluem a presença de um infundíbulo e um sulco; ambos também têm grandes bandas contínuas de matriz (cristais de hidroxiapatita não empacotados) entre os prismas (feixes de cristais de hidroxiapatita) do esmalte, e periquimácias [en] — cristas e sulcos ondulados na superfície do esmalte.

## Descoberta e contexto
Dois dentes de Lavanify foram descobertos em 1995-1996 durante expedições conjuntas da Universidade Estadual de Nova Iorque [en], da Universidade de Stony Brook e da Universidade de Antananarivo à formação Maevarano [en] do Cretáceo Superior (principalmente Maastrichtiano, cerca de 71 a 66 milhões de anos atrás) no noroeste de Madagascar. Os dois dentes foram encontrados em diferentes locais em uma unidade de arenito branco da formação Maevarano, perto da aldeia de Berivotra [en], e foram depositados nas coleções da Universidade de Antananarivo (espécime UA 8653) e do Museu Field de História Natural (espécime FMNH PM 59520). David W. Krause [en] e colegas descreveram Lavanify e um sudamericídeo [en] da Índia, que eles não nomearam, em um artigo de 1997 na revista Nature. Estes foram os primeiros mamíferos gondwanatérios a serem encontrados fora da Argentina e forneceram evidências de que as faunas de mamíferos dos diferentes continentes de Gondwana (sul) eram semelhantes entre si. O nome genérico, Lavanify, significa "dente longo" e o nome específico, miolaka, significa "curvo" em malgaxe; ambos se referem à forma dos dentes.
Gondwanatérios são um pequeno grupo de mamíferos de afinidades filogenéticas incertas, conhecidos do Cretáceo Superior ao Eoceno (~56 a 34 Ma) dos continentes de Gondwana, conhecidos apenas por dentes e algumas mandíbulas inferiores. Após sua descoberta na década de 1980, os gondwanatérios foram inicialmente considerados xenartros — parte do mesmo grupo que as preguiças, tatus e tamanduás vivos — mas pesquisadores posteriores favoreceram afinidades com multituberculados (um grupo diversificado de mamíferos fósseis) ou deixaram as relações de gondwanatérios em aberto. O grupo compreende duas famílias. A família Ferugliotheriidae, cujos membros tinham dentes de coroa baixa, ocorre do Campaniano (~84 a 71 Ma) ao Maastrichtiano da Argentina. Todos os outros gondwanatérios, incluindo Lavanify, são colocados em Sudamericidae, que têm dentes de coroa alta (hipsodontes). Estes incluem Gondwanatherium [en] do Campaniano e Maastrichtiano da Argentina; Sudamerica [en] do Paleoceno (~66 a 56 Ma) da Argentina; Lavanify; pelo menos uma espécie do Maastrichtiano da Índia; uma espécie não nomeada aparentada a Sudamerica do Eoceno da Antártida; e um possível gondwanatério não nomeado, TNM 02067, do Cretáceo da Tanzânia. Em 2007, equipes lideradas por G.P. Wilson e G.V.R. Prasad descreveram independentemente este animal como Dakshina e Bharattherium [en], respectivamente; como o último nome foi publicado primeiro, é o nome correto para este gênero de acordo com o princípio da prioridade [en]. Gondwanatérios foram interpretados como se alimentando de raízes, cascas e vegetação abrasiva ou como os primeiros mamíferos herbívoros que se alimentavam de grama [en].
Vários outros mamíferos foram registrados no Cretáceo Superior de Madagascar, principalmente com base em dentes isolados. Um possível segundo gondwanatério é representado por um dente maior e de coroa mais baixa do que os de Lavanify, e um dente de coroa ainda mais baixa também pode ser de um gondwanatério. Um molar inferior, UA 8699, pode ser de um marsupial ou de um placentário, e um fragmento de molar é referível a Multituberculata. Finalmente, um mamífero ainda não descrito é conhecido a partir de um esqueleto razoavelmente completo. Nenhum desses mamíferos está relacionado aos mamíferos vivos da ilha, muitos dos quais pertencem a grupos únicos ( ver lista de mamíferos de Madagáscar [en]). A fauna também contém crocodiliformes, dinossauros e outros animais.

## Descrição
Lavanify é conhecido a partir do dente molariforme completo UA 8653 e do dente quebrado FMNH PM 59520. Krause e colegas não puderam determinar se os dentes eram da mandíbula inferior ou superior e se eram molares ou pré-molares molariformes, mas sugeriram que representavam duas posições dentárias diferentes. No entanto, Wilson e colegas em 2007 identificaram provisoriamente o UA 8653 como um quarto (último) molariforme inferior esquerdo (mf4); como molares e pré-molares de gondwanatérios não podem ser distinguidos com segurança, o termo "molariforme" é usado em seu lugar. O FMNH PM 59520 se assemelha ao fóssil de Gondwanatherium MACN Pv-RN 1027, um dente quebrado que pode ser um molariforme superior. Em ambos os dentes de Lavanify, a superfície do esmalte apresenta periquimácias [en] (cristas e sulcos dispostos em um padrão transversal ondulado).
O UA 8653, o holótipo, é hipsodonte e curvo. Tem 11,2 mm de altura, dos quais a coroa representa cerca de 85%, e as dimensões de sua coroa são 3,4 x 3,2 mm. A superfície oclusal (de mastigação) está desgastada e plana e contém uma ilha de dentina em forma de V cercada por esmalte. Um lado da coroa não possui esmalte. Entre os dois braços do V, no lado lingual (interno) do dente, há um sulco preenchido com cemento, que se estende por todo o dente; a presença de um sulco tão longo o distingue de Gondwanatherium. O esmalte é composto por pequenos prismas redondos (feixes de cristais de hidroxiapatita) que são separados por grandes bandas contínuas de matriz interprismática (IPM; o material entre os prismas de esmalte).
O FMNH PM 59520 tem 9,8 mm de altura. É semelhante em muitos aspectos ao UA 8653, mas é menos curvo e sua superfície oclusal contém um grande infundíbulo (cavidade em forma de funil), preenchido com cemento e cercado por esmalte que penetra profundamente no dente. Há também um segundo infundíbulo ou um sulco preenchido com cemento. As diferenças no grau de curvatura e na morfologia oclusal sugerem que este dente representa uma posição dentária diferente da do UA 8653. Krause e colegas colocaram provisoriamente este dente em Lavanify em vista da considerável variação entre outros dentes de gondwanatérios de uma única espécie e na ausência de evidências em contrário.

## Relações
Em sua descrição original, Krause e colegas sugeriram que Lavanify era mais aparentado com o sudamericídeo indiano, então não nomeado. Eles basearam essa relação proposta na presença compartilhada de bandas proeminentes e contínuas de IPM. As equipes que nomearam o gondwanatério indiano em 2007 concordaram com essa relação proposta. Em sua descrição de Dakshina, Wilson e colegas adicionaram a presença de um infundíbulo e de periquimátias à evidência da relação entre os dois. Esses três caracteres são sinapomorfias (características derivadas compartilhadas) para o clado Bharattherium-Lavanify. Eles também compartilham a presença de sulcos apenas no lado lingual dos dentes, mas se essa é uma característica derivada é incerto. Wilson e colegas listam duas automorfias (características derivadas únicas) de Lavanify: a presença de uma ilha de dentina em forma de V e a ausência de esmalte em um lado da coroa. Prasad e colegas, que nomearam Bharattherium, notaram a ausência de esmalte em parte da coroa de um dente de Bharattherium e interpretaram essa característica como uma sinapomorfia de Bharattherium e Lavanify. Eles também mencionaram a presença de um sulco e um infundíbulo como características compartilhadas.

## Literatura citada
- Gurovich, Y. 2005. Bio-evolutionary aspects of Mesozoic mammals: description, phylogenetic relationships and evolution of the Gondwanatheria (Late Cretaceous and Paleocene of Gondwana). Ph.D. thesis, Universidad de Buenos Aires, xiii + 546 pp.
- Gurovich, Y. e Beck, R. 2009. The phylogenetic affinities of the enigmatic mammalian clade Gondwanatheria (assinatura necessária). Journal of Mammalian Evolution 16:25–49.
- Krause, D.W., Prasad, G.V.R., von Koenigswald, W., Sahni, A. e Grine, F.E. 1997. Cosmopolitanism among gondwanan Late Cretaceous mammals (assinatura necessária). Nature 390:504–507.
- Krause, D.W., O'Connor, P.M., Rogers, K.C., Sampson, S.D., Buckley, G.A. e Rogers, R.R. 2006. Late Cretaceous terrestrial vertebrates from Madagascar: Implications for Latin American biogeography (assinatura necessária). Annals of the Missouri Botanical Garden 93(2):178–208.
- Prasad, G.V.R. 2008. «Sedimentary basins & fossil records» (PDF). Arquivado do original (PDF) em 26 de julho de 2011 Pp. 90–96 in Singhvi, A.K. e Bhattacharya, A. (eds.). Glimpses of Geoscience Research in India: The Indian Report to IUGS 2004–2008. New Delhi: The Indian National Science Academy (INSA).
- Prasad, G.V.R., Verma, O., Sahni, A., Krause, D.W., Khosla, A. e Parmar, V. 2007. A new late Cretaceous gondwanatherian mammal from central India. Proceedings of the Indian National Science Academy 73(1):17–24.
- Wilson, G.P., Das Sarma, D.C. e Anantharaman, S. 2007. Late Cretaceous sudamericid gondwanatherians from India with paleobiogeographic considerations of Gondwanan mammals (assinatura necessária). Journal of Vertebrate Paleontology 27(2):521–531.